# La Comédie humaine (film)
Pour l’article homonyme, voir La Comédie humaine (homonymie).
Pour plus de détails, voir Fiche technique et Distribution.
La Comédie humaine (東京人間喜劇, Tōkyō ningen kigeki) est un film japonais réalisé par Kōji Fukada et sorti en 2008.

## Synopsis
Trois histoires liées dont les personnages appartiennent au même milieu social et géographique. Présentant une gradation dans la cruauté et l'absurdité de la vie, le film réfléchit aux ambiguïtés des relations humaines, porté par une citation d'Ainsi parlait Zarathoustra en fil rouge.

## Fiche technique
- Titre : La Comédie humaine[2]
- Titre original : 東京人間喜劇 (Tōkyō ningen kigeki?)
- Réalisation : Kōji Fukada
- Scénario : Kōji Fukada
- Musique : Tōru Saitō
- Direction de la photographie : Hikaru Fujii, Kōji Fukada, Tetsushi Nagano, Nami Tezuka, Tōru Tokura, Jun'ya Uno
- Montage : Kōji Fukada
- Pays de production : Japon
- Langue de tournage : japonais
- Production : Oriza Hirata et Sansei Miyata
- Format : couleur - 16/9
- Genre : drame
- Durée : 140 minutes (2 h 20)
- Dates de sortie : 
  - Japon : 11 octobre 2008 (Komaba Agora Film Festival) - 30 juillet 2011 (sortie en salles)[3]
  - France : 18 octobre 2023[4]

## Distribution
- Makoto Adachi : segments 'Photo' et 'Bras droit'
- Kanji Furutachi (en) : Furuya (segments 'Chat blanc' et 'Bras droit')
- Minako Inoue : Jun (segments 'Photo' et 'Bras droit')
- Akiko Ishibashi : segments 'Photo' et 'Bras droit'
- Eri Nemoto : segments 'Chat blanc', 'Photo' et 'Bras droit'
- Kōji Ogawara : segments 'Chat blanc' et 'Bras droit'
- Masayuki Yamamoto : Masaki (segments 'Photo' et 'Bras droit')
- Yuri Ogino (ja) : Haruna (segment 'Photo')
- Tatsuya Kawamura (ja) : segment 'Chat blanc'
- Kōtarō Shiga (ja) : segment 'Bras droit'

## Autour du film
La Comédie humaine est le premier long métrage de Kōji Fukada. Le titre du film fait référence à l'œuvre de Honoré de Balzac, La Comédie humaine et chaque épisode est coiffé d'une citation aphoristique d'Ainsi parlait Zarathoustra en exergue.
Loin du film à sketches éparpillé, les trois histoires installent une ronde de personnages, ainsi qu'une gradation menant pas à pas de la légèreté au plus profond malaise. Ce que le cinéaste attaque, plus que la solitude constitutive de ses personnages, c'est la faiblesse et la fragilité de leurs relations, souvent conventionnelles.